# Безруков Владислав Вікторович
Владисла́в Ві́кторович Безру́ков (25 лютого 1940 — 16 вересня 2023) — український науковець та медик, доктор медичних наук (1983), академік Національної академії медичних наук України (з 2011; професор з 1998), заслужений діяч науки і техніки України (1998), лауреат Державної премії України в галузі науки і техніки (2003), директор Інституту геронтології АМН України (з 1988); художник.

## Біографія
Народився 25 лютого 1940 року.
Освіта: Національний медичний університет імені О.О. Богомольця, аспірантура Інституту геронтології АМН України.
Завідувач лабораторії соціальної геронтології (1989—2004), завідувач лабораторії фізіології з 1999 року, а з 1988 року — директор цього Інституту.
Основні напрями науково-дослідної роботи: фізіологія старіння (вивчення змін в нейрогуморальній регуляції кровообігу, систем антиоксидантного захисту та оксиду азоту, ендотеліальної дисфункції, гіпоталамічних механізмів старіння організму, вікових особливостей гіпоталамічної регуляції вегетативних та ендокринних функцій, ролі гіпоталамічних порушень в розвитку віково-залежної патології, гіпоталамічних впливів на тривалість життя) та соціальна геронтологія (вивчення феномену довголіття, прискореного старіння населення України, соціально-гігієнічних факторів ризику розвитку віково-залежних захворювань, оцінка стану здоров'я та потреб у різних видах медико-соціальної допомоги людям похилого віку).
Автор понад 530 наукових праць, зокрема 23 монографій і навчальних посібників з фізіології і соціальної геронтології, 4 авторських свідоцтв. Підготував 4 докторів та 10 кандидатів наук.
Головний редактор науково-практичного журналу «Проблемы старения и долголетия»; член редколегій або редакційних рад часописів «Журнал Академії медичних наук України», «Кровообіг та гемостаз», «Лікарська справа» та інших видань.
Помер 16 вересня 2023 року у Києві після важкої хвороби.

## Відзнаки і нагороди
- Орден князя Ярослава Мудрого V ступеня (21 серпня 2015) — за значний особистий внесок у державне будівництво, консолідацію українського суспільства, соціально-економічний, науково-технічний, культурно-освітній розвиток України, активну громадську діяльність, вагомі трудові здобутки та високий професіоналізм[4]
- Заслужений діяч науки і техніки України (3 квітня 1998) — за заслуги в розвитку охорони здоров'я, впровадження нових методів діагностики і лікування, високий професіоналізм[1]
- Державна премія України в галузі науки і техніки (23 грудня 2003) — за цикл наукових праць «Дослідження фундаментальних механізмів дії оксиду азоту на серцево-судинну систему як основи патогенетичного лікування її захворювань»[2]
- Премія НАН України імені М. Д. Стражеска (2000) та премія імені Т. І. Єрошевського (Росія, 2001).
- Медалі «В пам'ять 1500-ліття Києва» та «Ветеран праці».

## Творчість
Малювати почав з дитинства, оволодів технікою малюванням олівцем, тушшю, аквареллю, пастеллю, олійними фарбами. Більшість художньої спадщини становлять пейзажі, також міські пейзажі, портрети, натюрморти.